# 칼퍼니아 아담스
칼퍼니아 아담스(Calpernia Addams, 1971년 2월 20일 ~ )는 미국의 배우이다.

## 영화
- 우먼스 픽쳐 (2011년)
- 서로게이트 발렌타인 (2011년)
- 트랜스아메리카 (2005년)